# Xanthocyparis vietnamensis
Xanthocyparis vietnamensis або Cupressus vietnamensis (кипарис золотий) — вид хвойних рослин родини кипарисових.

## Таксономічні нотатки
Синоніми: Xanthocyparis vietnamensis Farjon et Hiep 2002, Callitropsis vietnamensis Little et al. 2004. У 2001 році новий вид хвойної рослини була виявлений у В'єтнамі (Farjon et al. 2002). Він був призначений, разом з видом, потім широко відомим як Chamaecyparis nootkatensis, до нового роду, Xanthocyparis, X. vietnamensis як типовий вид. На основі молекулярного кладистичного аналізу (Mao et al. 2010) і обговорення з Farjon Xanthocyparis зводиться до підроду Кипарисів.

## Поширення, екологія
Країни поширення: Китай (Гуансі); В'єтнам. Це від невеликого до середнього дерево (10—15 м) зростає на хребтах і вершинах карстових вапнякових утворень (найкрутіші гори) в ельфійському лісі (хмарний ліс). У Гуансі він був записаний на висоті 720 м над рівнем моря, тоді як у В'єтнамі зазвичай росте між 1000 і 1600 м над рівнем моря. Зустрічається разом з іншими хвойними (панівних видом є Pseudotsuga sinensis) і дрібнолистими покритонасінними, численні епілітні (ростуть на поверхні скелі) й епіфітні орхідні, папороті, мохи та ін.

## Морфологія
Дерево 10–15 м заввишки, з круглим, прямим стовбуром до 50 см діаметром. Кора від пурпурного до червоно-коричневого кольору, гладка і тонка по гілках, лущиться на тонкі пластинки і смуги; на стовбурі великих дерев від коричневого до сіро-коричневого кольору, м'яка і волокниста, лущиться на численні тонкі смуги. Деревина жовто-коричнева, дуже важка, ароматна. Гілки довгі, поширюються більш-менш горизонтально. Крона пірамідальна у молодих дерев, але розлога, з нерівною або плоскою вершиною у старих дерев. Пилкові шишки 2,5–3,5 × 2–2,5 мм. Вони зелені, стаючи жовто-коричневими. Насіннєві шишки рідкісні, але іноді групуються по 2 або 3 разом. Шишки розвиваються два роки і спершу зелені, стаючи темно або тьмяно-коричневими, майже кулястими, 9–11 × 10–12 мм коли відкриті. Насіння яйцеподібне або нерівне, сплющене (товщиною 1,5–2 мм), розміром 1,5–6 × 4–5 мм включаючи два бічні крила. Тіло насіння більш-менш прищасте, світло-коричневе або червоно-коричневе. Крила 0,5–1 мм в ширину, тонко перетинчасті, світліші.

## Використання
Локально використовується для будівництва будинків.

## Загрози та охорона
Різка дерев є головною загрозою. Нижні схили в даний час сильно вирубані для розширення сільського господарства. У В'єтнамі більшість рослин виду знаходиться у заповідниках англ. Bat Dai Son nature reserves та англ. Na Hang nature reserves. У Китаї цей вид відомий тільки з одного заповідника.